# Jacques Ier (roi d'Aragon)
 (mai 2023).
Si vous disposez d'ouvrages ou d'articles de référence ou si vous connaissez des sites web de qualité traitant du thème abordé ici, merci de compléter l'article en donnant les références utiles à sa vérifiabilité et en les liant à la section « Notes et références ».
Pour les articles homonymes, voir Jacques Ier.
Jacques Ier d'Aragon dit le Conquérant, né le 2 février 1208 à Montpellier et mort le 27 juillet 1276 à Alzira, fut roi d'Aragon (1214-1276), roi de Majorque (1229-1276) et roi de Valence (1239-1276). Conquérant de Valence et des îles Baléares, il est l'un des principaux artisans de la Reconquista au XIIIe siècle.

## Biographie

### Origine et jeunesse
Fils de Pierre II le Catholique, roi d'Aragon, et Marie, dame de Montpellier, il descend de deux prestigieux lignages : par son père, il est l'héritier des rois d'Aragon, et par sa mère, il est apparenté à la famille impériale byzantine des Comnène, et héritier de la seigneurie de Montpellier.
Son père, qui s'était marié pour mettre fin aux intrigues des nobles catalans qui réclamaient un héritier, finit par répudier la reine après être parvenu à asseoir son pouvoir sur la seigneurie de Montpellier.
Jacques est âgé de deux ans lorsque, le 27 janvier 1211, son père conclut, sur la commune de Melgueil, proche de Montpellier, un traité de non-agression avec le chef de l'armée des croisés français Simon de Montfort, assorti d'une promesse de mariage entre lui et Amicie, la fille de Simon. Jacques est livré comme otage à ce dernier. Il est maintenu en détention au château de Carcassonne.
En 1213, en pleine croisade des albigeois, son père meurt à la bataille de Muret. L'infante reste le prisonnier de Simon de Montfort, et ce dernier ne se résigne à le libérer que grâce aux pressions du pape Innocent III, à travers le cardinal Pierre de Bénévent. Durant le reste de sa minorité, il est confié aux Templiers. Il est élevé au château de Monzón à partir de 1215 avec son cousin Raymond-Bérenger V de Provence. Pendant ce temps, son grand-oncle Sanche d'Aragon, principal acteur de la libération de Jacques, est reconnu régent d'Aragon. Jacques hérite de la seigneurie de Montpellier à la mort de sa mère en 1213.
Orphelin, il a six ans lorsqu'il est reconnu roi par les cortes de Lérida en 1214. C'est dans la même ville qu'en septembre 1218, les premiers cortes généraux d'Aragon et de Catalogne se réunissent et le déclarent majeur.
Le 6 janvier 1221, il épouse Aliénor de Castille, fille d'Alphonse VIII de Castille, à Ágreda, puis est fait chevalier en la cathédrale de Tarazona. Le roi n'est âgé que de treize ans, elle en a dix-neuf. Ce mariage répond à des intérêts politiques, mais Jacques répudie son épouse en 1229, invoquant une trop proche parenté. Le 8 septembre 1235 à Barcelone, il épouse la princesse Yolande, fille du roi André II de Hongrie. Par le testament de son cousin germain Nuno Sanche de Roussillon, il hérite les comtés du Roussillon et de Cerdagne en 1241.

### Roi d'Aragon

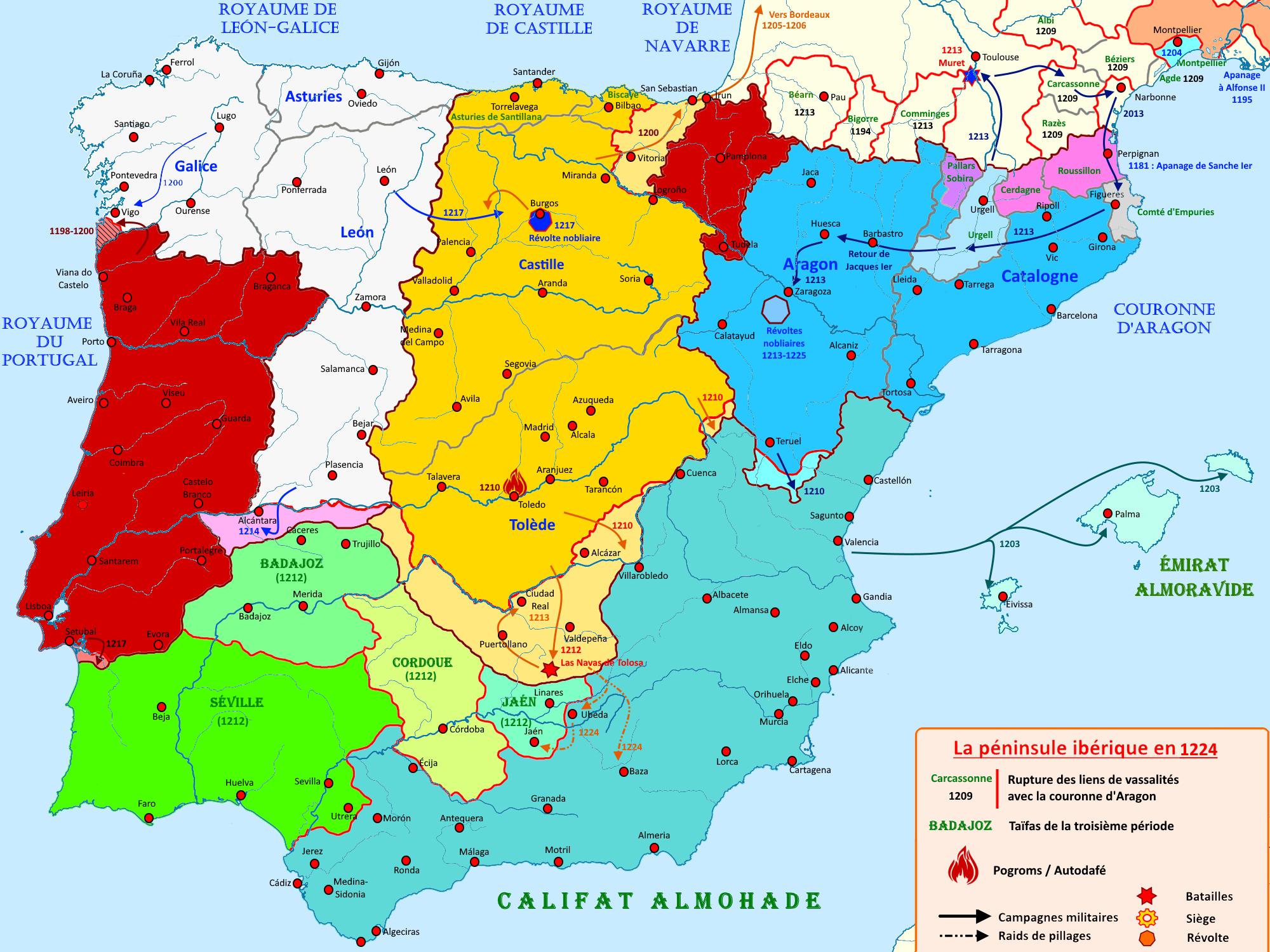
La Couronne d'Aragon de 1195 à 1224.

Durant les quinze premières années de son règne, Jacques est aux prises avec la noblesse aragonaise. En 1224, il est fait prisonnier par son oncle, l'infant Ferdinand, et emmené en captivité à Saragosse. En 1227, il doit faire face à une nouvelle révolte nobiliaire, dirigée par Ferdinand. Jacques ne sauve son trône que grâce à l'intervention de l'archevêque de Tortose. Les accords d'Alcala du 22 mars 1227 marquent le triomphe de la royauté sur la noblesse. Après ces accords, la situation se stabilise suffisamment pour permettre au roi de lancer de nouvelles campagnes contre les musulmans. Les réussites du roi finiront par apaiser la noblesse.
En effet, Jacques le Conquérant va beaucoup contribuer au renforcement du pouvoir royal, notamment en menant avec fermeté la normalisation du droit dans chacun des territoires de la couronne d'Aragon. Il charge ainsi l'évêque d'Huesca, Vidal de Canyelles (es), de codifier le droit coutumier du royaume d'Aragon, entreprise qui aboutit lors des cortes d'Huesca de 1247, qui imposent un droit unique au royaume au-dessus des droits particuliers. En Catalogne, ce sont les usages de Barcelone qui s'imposent peu à peu à tout le pays. D'autre part, il développe le système des cortes ou corts, sortes de parlements généraux réunissant des délégués nobles, ecclésiastiques et citadins autour du roi. Chacun des royaumes de la Couronne a ses propres cortes, excepté le royaume de Majorque, qui envoie des délégués aux corts de Catalogne.

### Conquête de Majorque

#### Préparatifs de l'expédition

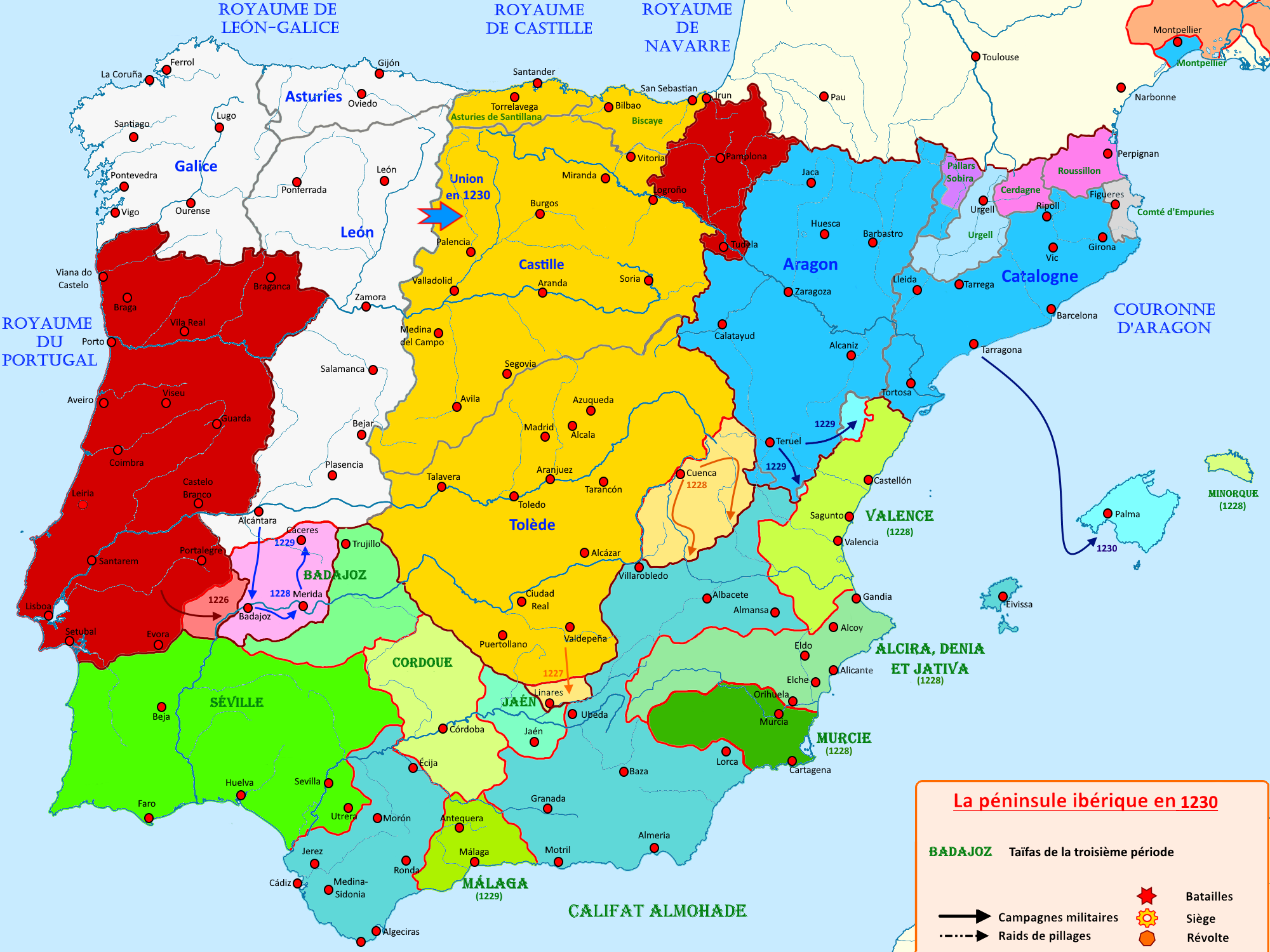
La couronne d'Aragon de 1225 à 1230.

La volonté de Jacques Ier de conquérir les îles Baléares est motivée par une combinaison de facteurs économiques et stratégiques. La conquête des îles Baléares permet aux marchands catalans et provençaux d'éliminer la concurrence des marchands majorquins et de démanteler un important repaire de pirates barbaresques. La prise des îles Baléares représente également le début d'une expansion commerciale visant à obtenir un monopole des échanges avec la Syrie et l'Égypte, renforçant ainsi le commerce avec l'Italie et le reste de la Méditerranée.
Lors des cortes catalanes tenues en décembre 1228 à Barcelone, les trois états discutent de l'opportunité de mener une campagne militaire contre les îles Baléares ou contre Valence. Un vaste programme de conquête est envisagé, accompagné d'une répartition des terres conquises. Il s'agit d'un programme de gouvernement, prévoyant les frais de guerre, gérant les esclaves maures et instaurant un État de justice fondé sur une colonisation chrétienne. Un débat houleux divise les représentants des cortes. Faut-il conquérir la région côtière de Valence avec les îles ou seulement les îles, car les deux sont également des repaires de pirates ? Si l'opulent royaume de Valence tombe sous la coupe des chrétiens, ne seraient-ils débordés par la masse des musulmans, par l'importance des terres et des biens à gérer ou à écouler sur le marché ? Les ombrageux Aragonais tranchent ce débat mitigé : ils auront une option préférentielle pour décider de la conquête du Valence, quand ils seront prêts. L'effervescence gagne la cour royale lorsque le grand bourgeois armateur, Pedro Martell, explique à la haute noblesse ce que sont les îles, leurs richesses, leurs grandes villes, leurs populations et leurs mœurs mauresques.
Comme une croisade est d'abord une entreprise de guerre, Jacques consulte sur le plan diplomatique à la fois le pape et les puissances italiennes, qui estiment avoir un droit de regard sur la Méditerranée occidentale. Le pape, bien informé par ses évêques, donne sa bénédiction à l'entreprise, il en souligne la mûre réflexion préalable. Les Vénitiens et surtout les Génois reconnaissent la volonté d'expansion thalassocratique de la Catalogne, mais veulent être associés à l'exploitation économique des îles, en demandant l'obtention d'un quartier — ou barri — marchand dans la Medina Majorca. Alors que les plans de conquête et d'aménagement d'après-conquête sont dûment archivés pour Majorque et pour les autres îles, il reste un point crucial : le financement. En décembre 1228, une réunion de marchands barcelonais accepte de financer l'expédition. Des navires sont mis à la disposition de nobles catalans qui participent à cette aventure en échange de la concession de domaines territoriaux et de la promesse d'un important butin. Lors d'une autre réunion à Lérida, les nobles aragonais acceptent une telle entreprise, mais suggèrent au roi de la diriger plutôt contre les musulmans de Valence. Beaucoup de combattants se présentent déjà au roi pour cette expédition encore à l'état de projet : c'est une pléthore de cités d'Italie du Nord, de Provence, de France occitane qui proposent une participation ponctuelle, mais aussi des terres excentrées du roi, Roussillon ou Montpellier. Le roi pour faire l'unanimité chrétienne sélectionne les candidats marins ou combattants, leur fixant une participation ou des droits sur le fruit de l'opération. Marseille, à l'instar de Barcelone ou Tarragone, et de nombreux petits ports du Llevant catalan ou du Languedoc, figure ainsi parmi les ports d'embarquement de la flotte de conquête. Les conseillers royaux se méfient déjà de la puissance navale italienne. Gênes joue en retrait, prête à intervenir en soutien.
Le roi et ses cortes s'associent pour financer l'essentiel de la flotte et la troupe de débarquement, les villes terrestres participantes s'engagent à prêter leurs unités de milices, les villes portuaires à fournir les flottilles d'appoint et assurer la logistique des échanges maritimes après le débarquement. Les marchands, qui veulent capter le monopole du marché des îles, complètent le financement de façon à payer les mercenaires et à assurer la provision des importants versements prévus aux alliés de la croisade, retenus par le roi et ses principaux conseillers.
Le roi reçoit le soutien du pape Grégoire IX qui, en février 1229, autorise son légat en Aragon à accorder des indulgences aux participants de l'expédition, tout en rappelant aux villes côtières de Gênes, Pise et Marseille, l'interdiction du commerce de matériaux stratégiques avec les marchands de Majorque,.
Le roi est réticent à hâter l'opération, mais n'ayant pas beaucoup à perdre puisqu'il dispose maintenant d'une supériorité maritime incontestable, il accepte que l'expédition vers Majorque soit menée très rapidement en son nom, tout en incitant les chevaliers aragonais à ne pas y participer; ils seront finalement assez peu nombreux, et uniquement de son proche entourage. Il faut ajouter que les Catalans, peuple terrien et paysan à l'origine, mais investissant de plus en plus dans la mer et le commerce maritime, étaient les premières victimes des actes de barbarie sauvage et de piraterie maures. Ce sont donc en majorité des Catalans qui partent à la conquête de Majorque.

#### Débarquement et prise de Medina Majorca

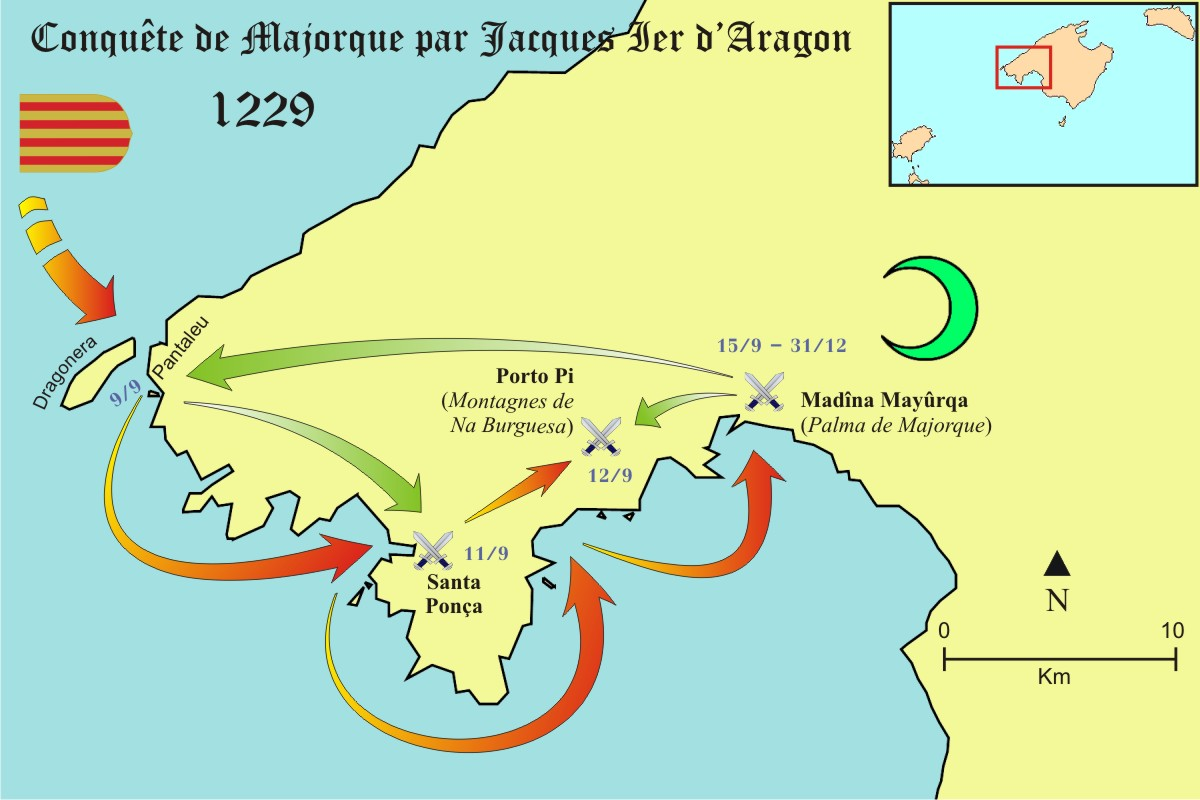
La conquête de Majorque par les troupes de Jacques Ier d'Aragon.

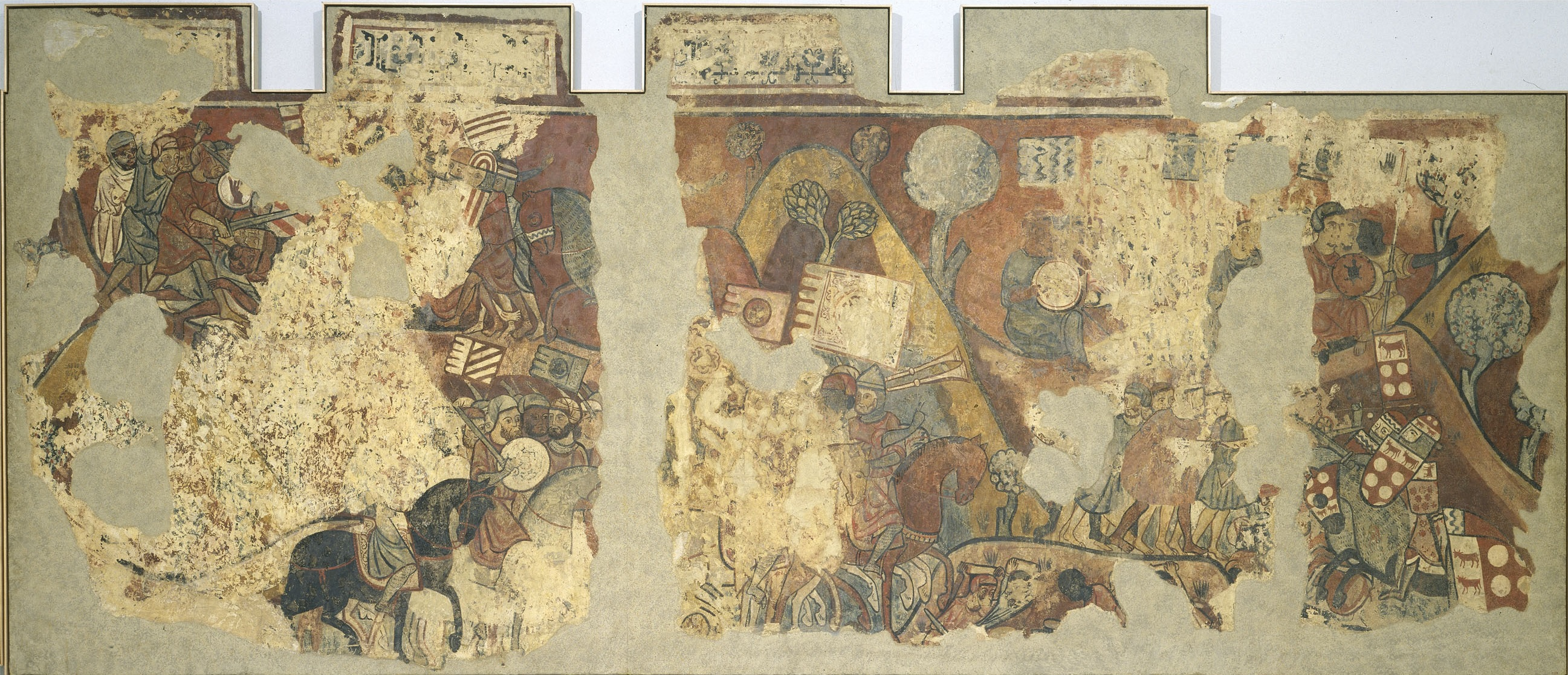
La bataille de Portopí (1229). Fresque murale de la fin du XIIIe siècle. Musée national d'Art de Catalogne.

Le volume des troupes qui participent au débarquement est d'environ 16 000 hommes, répartis sur 155 vaisseaux. La flotte s'embarque à Tarragone le 5 septembre 1229. Non sans avoir éprouvé une importune tempête, les troupes chrétiennes débarquent dans la baie de Santa Ponsa (es) le 11 septembre. Le lendemain, ils battent l'armée du wali almohade Abu Yahya à la bataille de Portopi. Guillaume de Moncade, vicomte de Béarn, y trouve la mort. Les soldats musulmans se retranchent alors derrière les murs de Medina Majorca, l'actuelle Palma. Les troupes chrétiennes mettent le siège devant la ville le 15 septembre 1229 et finissent, après un piétinement de plus de trois mois, par pénétrer dans la ville non sans massacrer une fraction de la population musulmane apeurée, le 31 décembre 1229. Il s'agit d'une réponse aux sanglantes exactions des raids de rebelles musulmans, venus du cœur de l'île, qui entravaient la mise en place technique du siège et rendaient le moindre village ou la moindre habitation imprenables. Mais la quantité de cadavres intra ou ex-muros est telle qu'une épidémie se déclare dans la grande ville et décime autant l'armée conquérante que la population. Les nobles catalans se disputent le butin, provoquant des échauffourées qui affaibliront la puissance militaire du roi. Les marchands italiens interviennent auprès du roi Jacques pour instaurer une plus grande tolérance.
En quelques mois, l'essentiel de la conquête de l'île est faite, mais l'insécurité est longtemps notoire. Après le siège réussi de la forteresse d'Alaró, de petits groupes de rebelles musulmans résistent jusqu'en 1232, en particulier dans la sierra de Tramuntana et dans les grottes du Llevant. Les populations musulmanes n'ont en général pas pu fuir vers l'Afrique. Une partie, qui ne peut payer les taxes seigneuriales, est réduite en esclavage. La majorité, choquée mais survivante, se place sous l'autorité tolérante et protectrice du roi Jacques.
Majorque devient un royaume de la Couronne d'Aragon et obtient une charte de franchise en 1230. Le premier repeuplement de Majorque fut principalement constitué de colons catalans, mais une seconde vague, vers le milieu du XIIIe siècle, voit également l'arrivée d'Italiens, d'Occitans, d'Aragonais et de Navarrais, grâce à un statut légal accordant aux colons la possession des biens saisis lors de la conquête. Quelques résidents mudéjars et juifs restent dans la région, bénéficiant d'un statut officiel protégeant leurs droits et leur accordant une autonomie fiscale.La création de la municipalité de Majorque en 1249, longtemps nommée « La Ciutat », devenue tardivement la ville de Palma, contribue grandement à l'institutionnalisation du royaume.

### Conquête d'Ibiza et de Minorque
Le roi n'était pas en mesure de conquérir Minorque en raison de divisions internes au sein de son armée. Les musulmans minorquins acceptent néanmoins de devenir les vassaux du roi d'Aragon en 1231. La vassalité de Minorque ne devait être transférée au royaume d'Aragon qu'après la conquête définitive et sanglante de l'île sous le règne d'Alphonse III (à la suite de la capitulation d'Abû Umar (en) en 1287). L'île est alors petit à petit repeuplée par des Catalans, en même temps que les habitants musulmans sont peu à peu bannis ou forcés de se convertir.
En 1235, Jacques, qui avait donné des droits de conquête, constate la prise rapide des îles d'Ibiza et Formentera. Le roi n'est pas satisfait de la concession ou soumission à plusieurs nobles, dont Guillaume de Montgri (es), au départ administrateur catalan pour le compte de l'archevêché de Tarragone et son frère Bernardo de Santa Eugenia (es). Avec l'archevêque de Tarragone, il reprend le contrôle de l'île, tout en laissant le gouverneur et seigneur d'Ibiza Guillaume de Montgri. Des contremaîtres catalans, et quelques migrants chrétiens, en particulier venus d'Ampurias bien après 1236, marquent la volonté colonisatrice de l'archevêque.

### Conquête de Valence

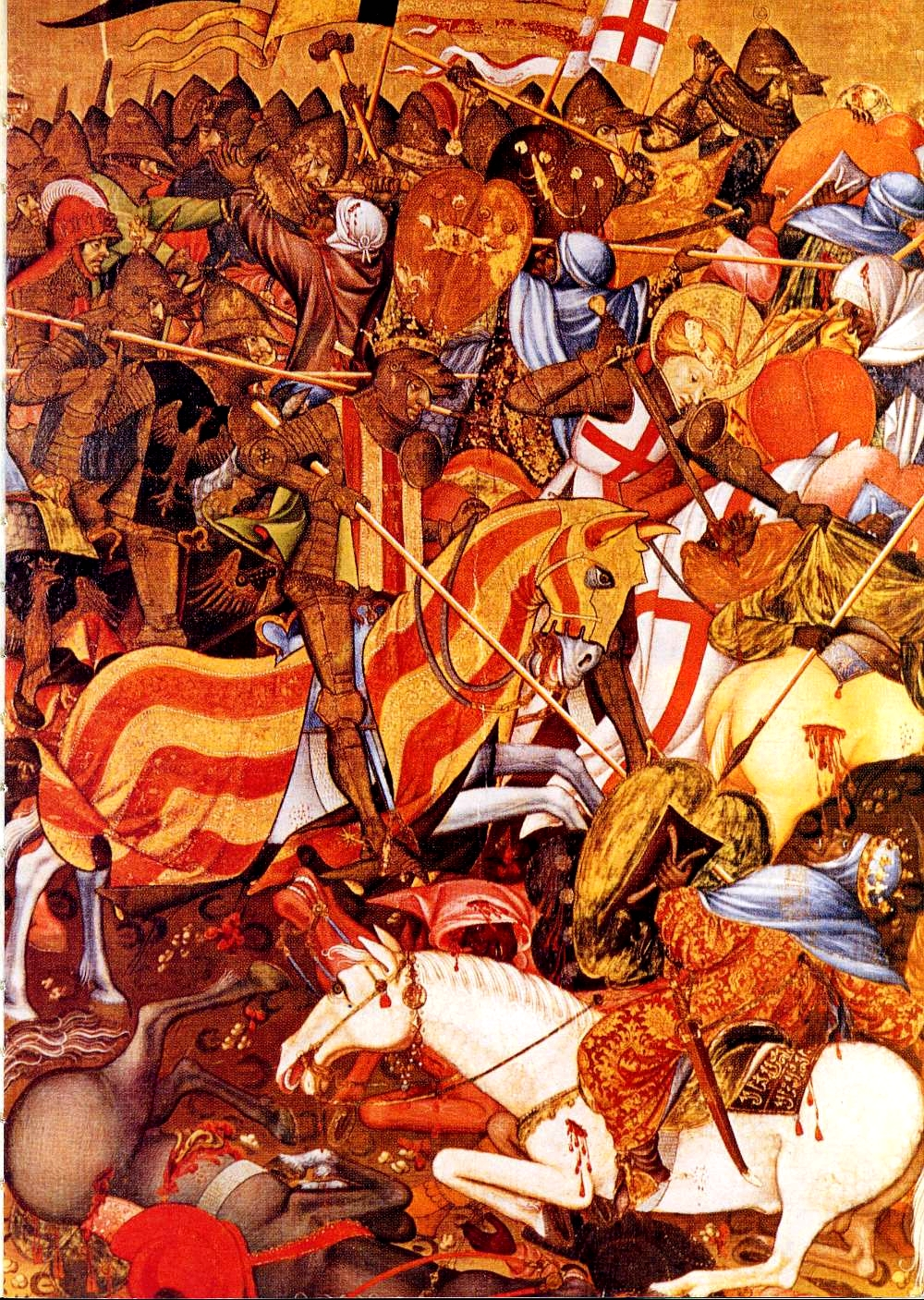
La bataille du Puig Sainte-Marie, par Andreu Marçal de Sax (XIVe siècle).

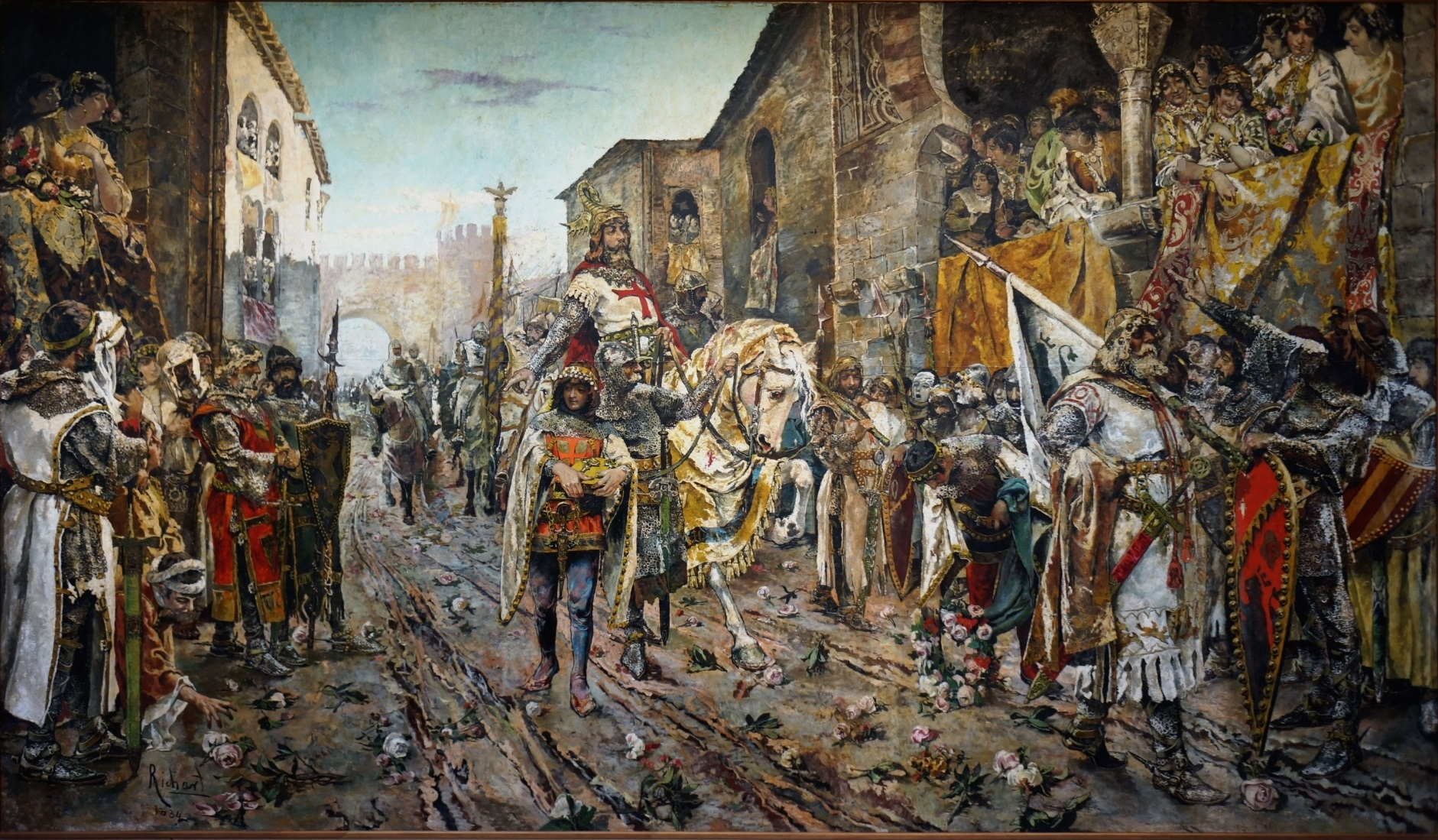
Entrée triomphale de Jacques Ier dans la ville de Valence (tableau de 1884). Fernando Richart Montesinos. Musée du Prado, Madrid.

La conquête de Valence, contrairement à celle de Majorque, s'effectue avec un important contingent d'Aragon. En janvier 1231, Jacques rencontre Blasco de Alagon et le maître de l'ordre de l'Hôpital à Alcaniz, ensemble ils établissent les plans pour conquérir Valence. La première phase de la conquête consiste à s'emparer de deux enclaves montagneuses : Morella, qui est rapidement prise par Blasco de Alagon du fait de la faiblesse du gouvernement musulman local ; et Arès, conquise par le roi Jacques. La conquête de ce qui sera le royaume de Valence commence donc véritablement en 1232 avec la capture de Morella.
En 1233, les troupes chrétiennes prennent Borriana et Peniscola. En 1236, Bernat Guillem de Entenza, l'oncle de Jacques, est chargé par le roi de conquérir la localité du Puig de la Cebolla et de la fortifier. Le Puig étant une position clé pour l'accès à l'Horta de Valence, Zayyan Ibn Mardanich, roi de Valence, rassemble une importante armée pour la reconquérir, mais est vaincu par Bernat lors de la bataille du Puig de Cebolla le 20 août 1237.  Bernat meurt quelques jours plus tard des suites de ses blessures. Contrairement à l'avis de ses barons, qui lui conseillent d'abandonner la position du Puig, le roi rend visite en personne à la garnison. Le siège de Valence débute en avril 1238.
Le 9 octobre 1238, Jacques d'Aragon reprend la ville de Valence aux musulmans, après avoir reçu la reddition de son émir Zayyan Ibn Mardanich et signé avec lui un traité de paix le 22 septembre spécifiant une trêve de sept ans, le retrait des soldats et des notables musulmans au sud du fleuve Jucar, et la possibilité pour tous les autres musulmans de rester chez eux en continuant de continuer leurs activités avec le respect de leurs lois et de leur religion, y compris en conservant quelques mosquées.
Après diverses péripéties et révoltes des musulmans, les troupes chrétiennes se dirigent les années suivantes vers le sud pour atteindre le fleuve Jucar et la ville d'Alzira, qui est conquise le 30 décembre 1242. Entre 1243 et 1245, les troupes aragonaises atteignent les limites prévues par le traité d'Almizra de 1244, Jacques Ier et l'infant Alphonse de Castille s'étaient entendus pour délimiter leurs zones respectives d'expansion dans les territoires musulmans. Les terres situées au sud de la ligne Biar–Villajoyosa sont dévolues à la Castille, y compris donc ce qui va devenir le royaume de Murcie, que le traité d'Elche de 1305 donnera à la couronne d'Aragon.
À la fin des années 1240, Jacques doit faire face à toute une série de révoltes dirigée par le seigneur musulman Al-Azraq. Jacques en sort néanmoins victorieux, il parvient à intégrer les territoires conquis dans la Couronne d'Aragon, tout en respectant un grand nombre des coutumes musulmanes, dont l'usage de certaines mosquées, les autres étant transformées en églises. Jacques Ier fait rédiger les furs de Valence (code juridique) et les promulgue lors d'une réunion des corts valenciennes.

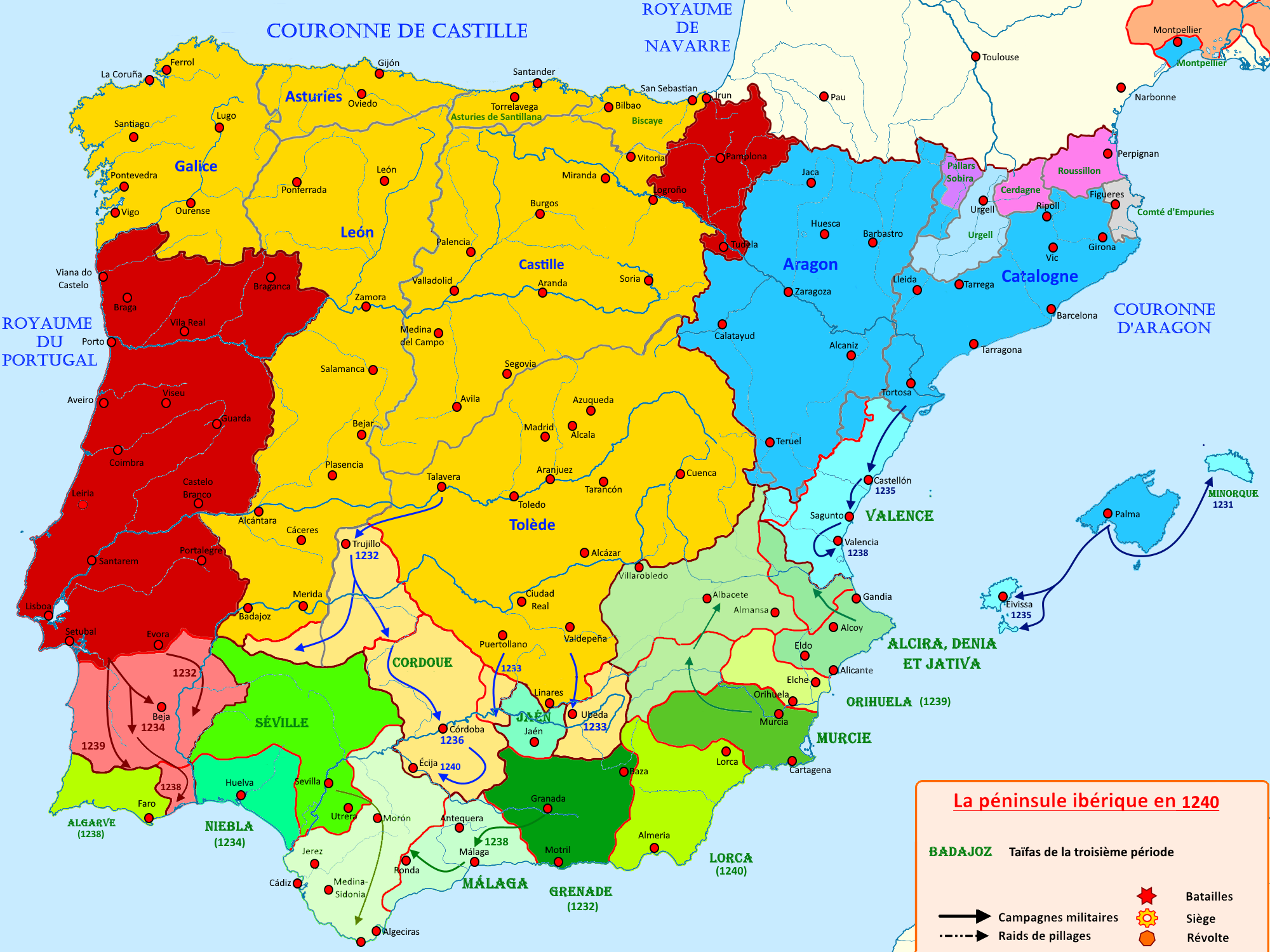
La conquête de Valence; 1230-1240.
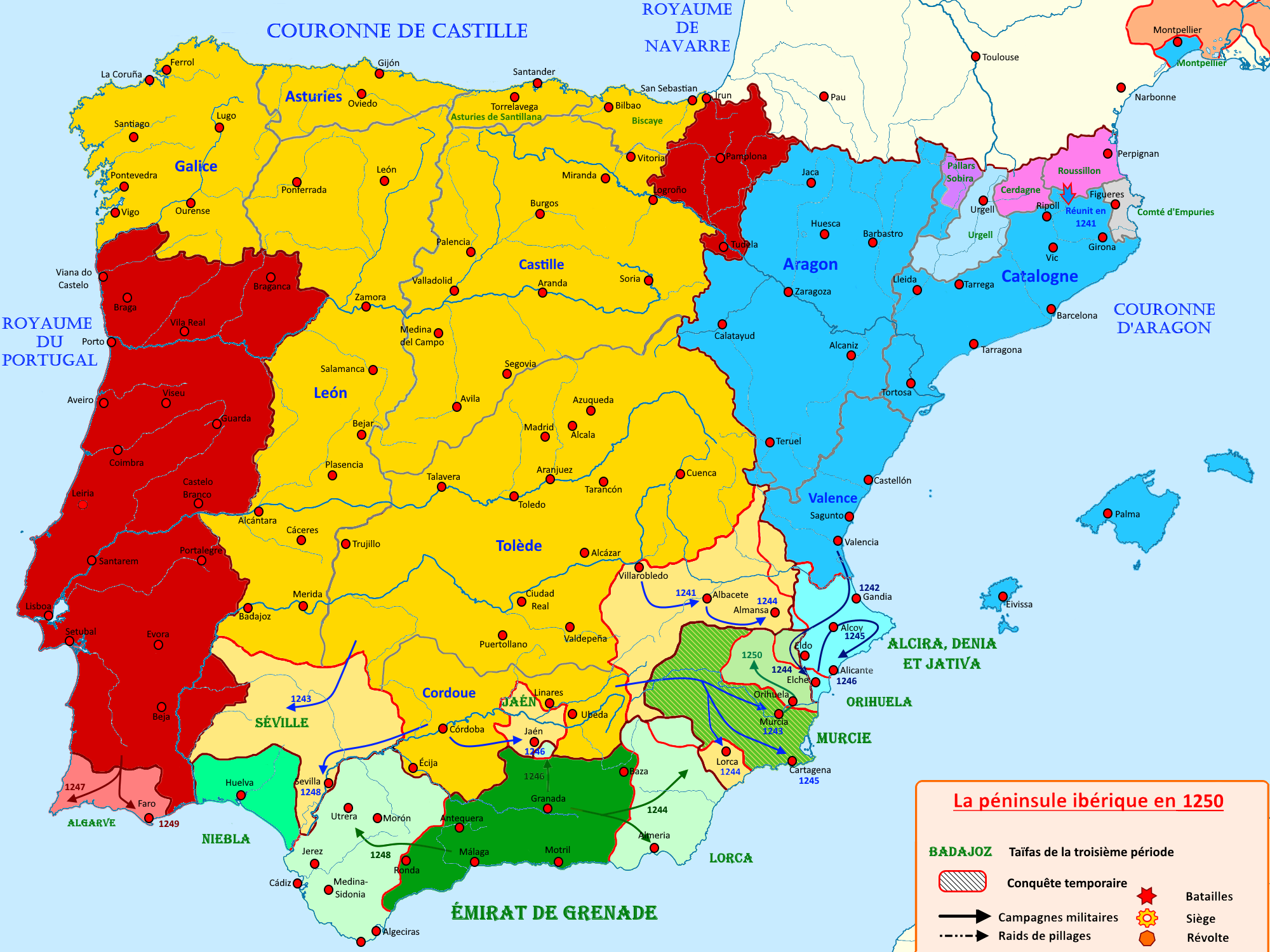
La conquête de Valence; 1240-1250.

### Politique ultrapyrénéenne
Pour résoudre ses différends avec la France, Jacques Ier signe avec Louis IX le traité de Corbeil le 11 mai 1258. En vertu de ce traité, Jacques Ier renonce à ses prétentions sur le Roussillon, le Conflent et la Cerdagne, ainsi que sur les comtés catalans. Jacques Ier cède également à la reine Marguerite ses droits sur les comtés de Provence et de Folcalquier, ainsi que la seigneurie des villes d'Arles, Marseille et Avignon, qui avaient appartenu au comte Ramon Bérenger. En gage de cette nouvelle amitié, l'infanta Isabelle, la plus jeune fille du roi d'Aragon, est promise en mariage à Philippe, fils et héritier de saint Louis. Ce traité, très favorable au roi de France, est jugé sévèrement par les historiens.

### Conquête de Murcie

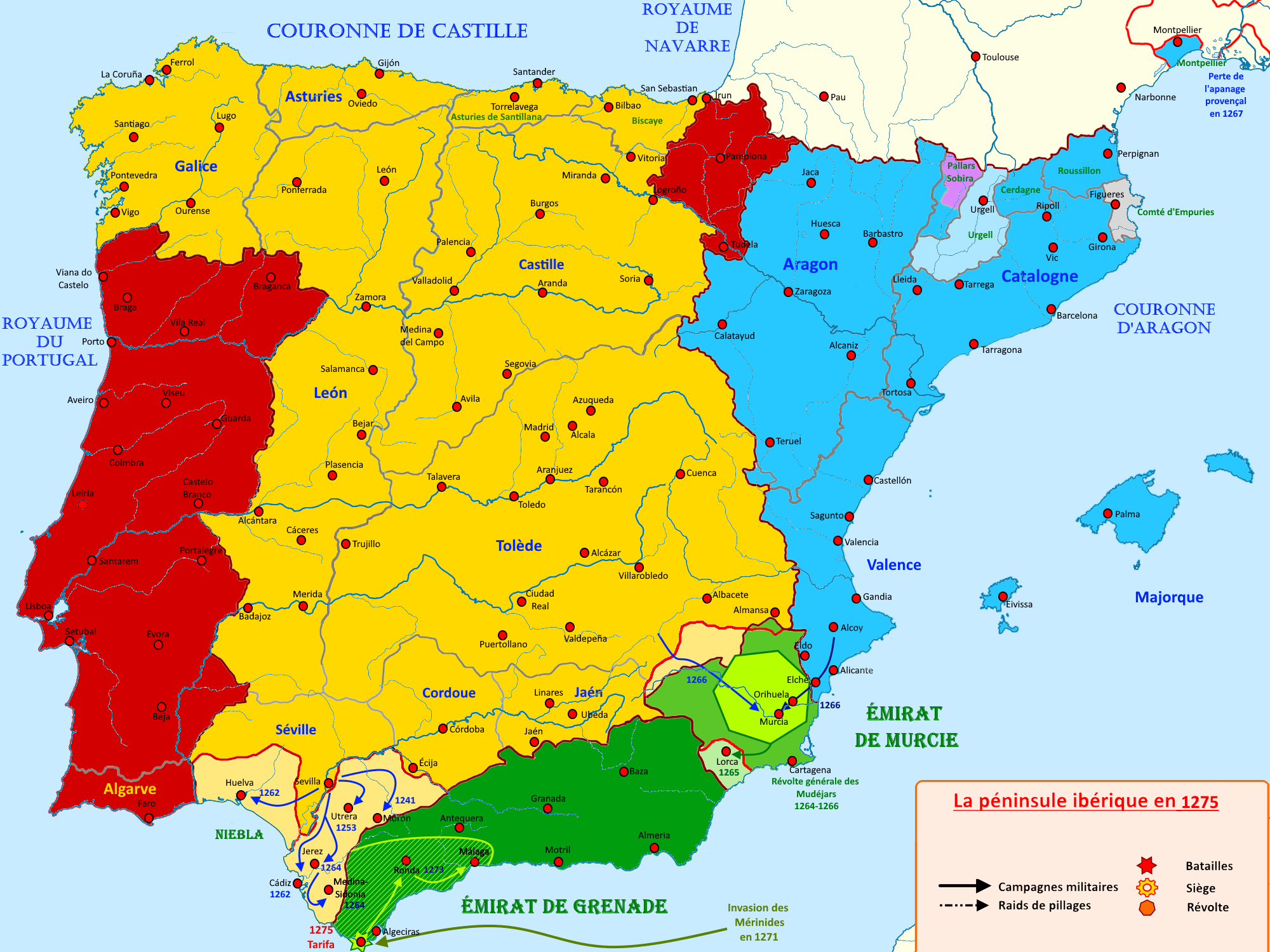
La Couronne d'Aragon et la Murcie de 1250 à 1275.

Selon les termes du traité d'Almizra, la région de Murcie est censé être sous domination castillane. Durant plus de vingt ans, la coexistence entre chrétiens et musulmans amène une période de grande prospérité. Toutefois, à partir de 1264, la région est en proie à de nombreuses révoltes des mudéjars murciens qui sont soutenues par les Nasrides de Grenade et les Almohades d'Afrique. Le roi de Castille Alphonse X le Sage ne parvient pas à imposer son autorité, si bien que sa femme la reine Yolande, fille de Jacques Ier, demande de l'aide à son père. En janvier 1266, les troupes aragonaises et catalanes, fortes d'environ 10 000 hommes, entrent dans Murcie. Pierre d'Aragon fait passer Murcie dans le giron aragonais.

### Dernières années

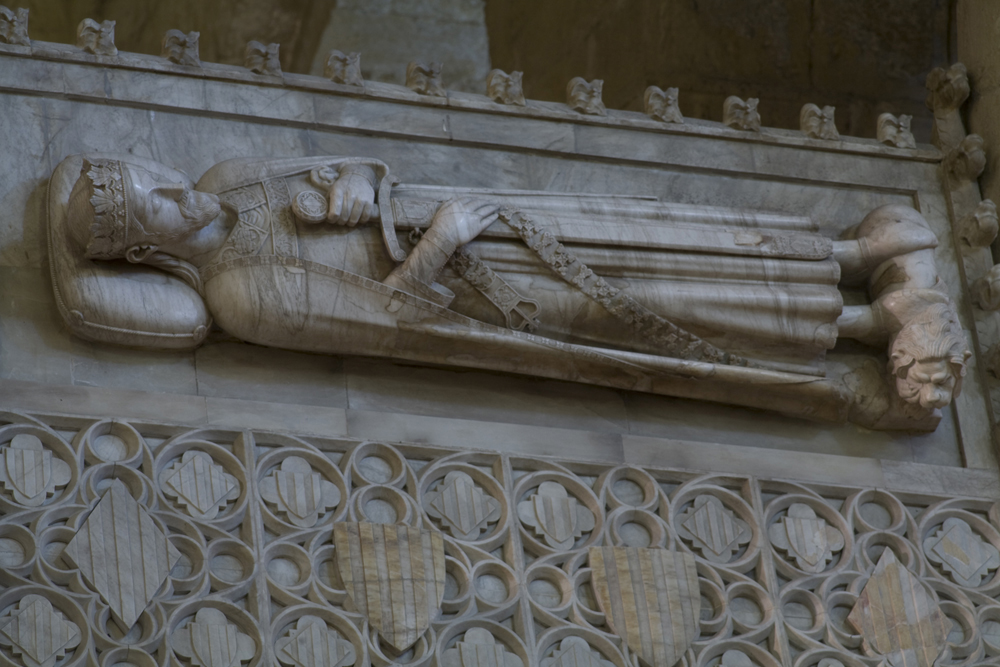
Gisant de Jacques Ier à l'abbaye de Poblet.

En 1262, il nomme Guillaume de Roquefeuil, lieutenant-gouverneur de Montpellier. En septembre 1269, il lève une armée et part de Barcelone pour se rendre en Terre sainte combattre Baybars. Mais leurs navires sont dispersés par une tempête et le roi est forcé de débarquer en Camargue, pour finalement renoncer à l'expédition.
Jacques Ier assiste au second concile de Lyon de 1274. Le concile délibère des aspects financiers d'une nouvelle croisade. On décide que pendant six années la dîme de tous les bénéfices de la chrétienté doit revenir à la croisade. Jacques souhaite organiser l'expédition immédiatement, mais les Templiers s'y opposent, rendant la prise de décision difficile. Contrarié par l'indécision des autres participants, Jacques Ier prend congé du pape Grégoire X et quitte le concile avec ses barons. Cette croisade n'aura finalement jamais lieu.
À la fin de sa vie, le roi dicte ses mémoires en catalan. Le Livre des faits (Llibre dels fets) devient la première des quatre grandes chroniques de la couronne d'Aragon. 
Après un règne de presque soixante-trois ans, le roi meurt à Alzira le 27 juillet 1276. Il est âgé de soixante-huit ans.
Les restes du roi sont déposés à Sainte-Marie de Valence, ils y restent jusqu'en mai 1278, date à laquelle ils ont été transférés au monastère de Poblet, panthéon des rois d'Aragon depuis Alphonse Ier d'Aragon. Cependant, après les confiscations de Mendizabal, le monastère fut abandonné et le corps de Jacques Ier fut à nouveau transféré en 1843, mais cette fois à Tarragone. Un mausolée fut construit derrière la cathédrale pour accueillir les restes du roi, il sera inauguré en 1856. Le roi termine finalement son voyage en 1952, année qui marque le retour du corps du roi à Poblet.
|      | Aragon   | Catalogne | Valence  | Majorque | Roussillon | Montpellier |
| 1223 | Alphonse | Alphonse  | Alphonse | Alphonse | Alphonse   | Alphonse    |
| 1241 | Alphonse | Alphonse  | Pierre   | Pierre   | Pierre     | Pierre      |
| 1244 | Alphonse | Pierre    | Jacques  | Jacques  | Jacques    | Jacques     |
| 1248 | Alphonse | Pierre    | Jacques  | Pierre   | Ferdinand  | Ferdinand   |
| 1253 | Alphonse | Pierre    | Alphonse | Jacques  | Pierre     | Jacques     |
| 1262 | Pierre   | Pierre    | Pierre   | Jacques  | Jacques    | Jacques     |

## Relations avec les musulmans
Jacques est cité dans de nombreuses chroniques et documents en langue arabe de son temps.
Le diplomate et historien natif de Valence Ibn al-Abbar, qui le connut personnellement, le nomme "le tyran" Jaqmu Al-Barxaluni (Jacme le barcelonnais).

## Descendance
Alors qu'il est âgé de treize ans, le 6 janvier 1221, il épouse à Ágreda Aliénor de Castille, fille du roi Alphonse VIII de Castille. De ce premier mariage, est issu :
- Alphonse (es) (1222 – 1260), marié à Constance de Moncade, fille de Gaston VII de Béarn, sans descendance.

Après avoir répudié sa première femme en 1229, il épouse à Barcelone en secondes noces le 8 septembre 1235, Yolande, fille du roi André II de Hongrie. De ce second mariage sont issus :
- Yolande (1236 – 1301), mariée à Alphonse X de Castille, dont descendance ;
- Constance (1239 – 1269), mariée à Jean-Emmanuel de Castille, dont descendance ;
- Pierre (1240 – 1285), roi d'Aragon, marié à Constance de Sicile, fille de Manfred Ier de Sicile, dont descendance ;
- Jacques (1243 – 1311), roi de Majorque, marié à Esclarmonde de Foix, fille de Roger IV de Foix, dont descendance ;
- Ferdinand (1245 – 1250) ;
- Sancha (1246 – 1262), religieuse ;
- Isabelle (1247 – 1271), mariée à Philippe III de France, dont descendance ;
- Marie (1248 – 1267), religieuse ;
- Sanche (1250 – 1275), archevêque de Tolède.

Le troisième mariage de Jacques Ier est plus incertain, mais il semble que le roi ait épousé secrètement son amante, Thérèse Gil de Vidaure. Le roi l'abandonna lorsque cette dernière contracta la lèpre. De leur liaison sont issus :
- Jacques (1238 – 1285), seigneur de Jérica ;
- Pierre (1240 – 1318), seigneur d'Ayerbe.

## Description
Un médecin légiste espagnol indique dans une étude réalisée en 1952 lors du transfert de son corps de Tarragone au monastère de Poblet, que le roi était de très grande taille, probablement supérieure à deux mètres, comme son contemporain Sanche VII de Navarre.

## Héritage

### Littérature et corpus juridique
- El libre dels feits, Livre des faits du roi Jacme, ses mémoires.
- Llibre de Saviesa, del Rey en Jacme I d'Aragó, recueil de citations de philosophes grecs, romains, arabes, etc.
- Les Furs de Valencia, code juridique.
- La charte du Consulat de la mer de Barcelona de 1258[14], code de droit maritime.

### Archives royales
Les plus importantes du XIIIe siècle en Europe de l'ouest, avec celles du Vatican.
- La fabrique de papier de Xativa[15]